# Johann Georg Meusel

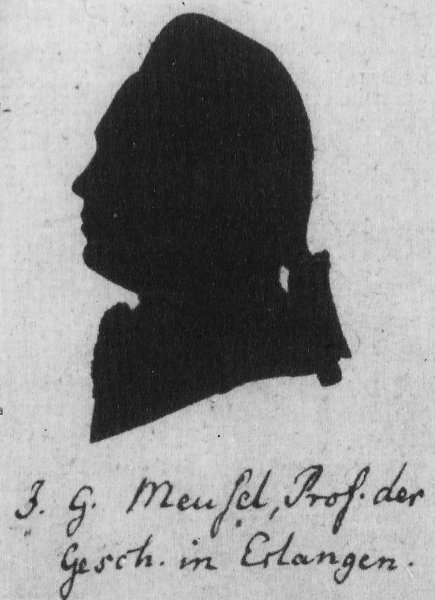
Johann Georg Meusel, découpage (vers 1790)

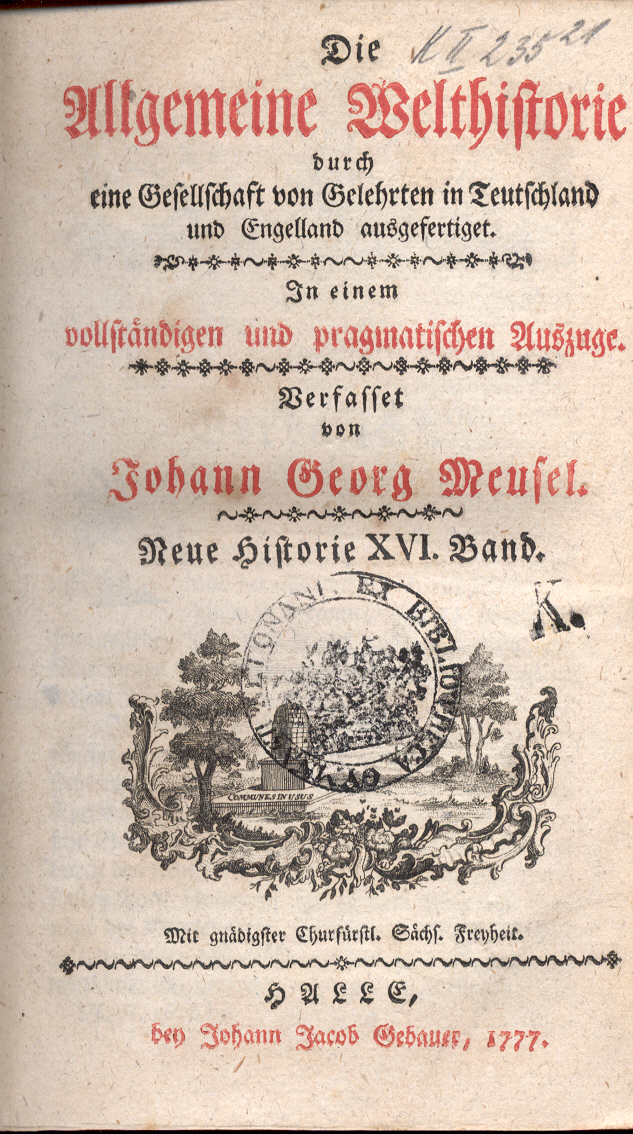
Die Allgemeine Welthistorie,, Halle, 1777

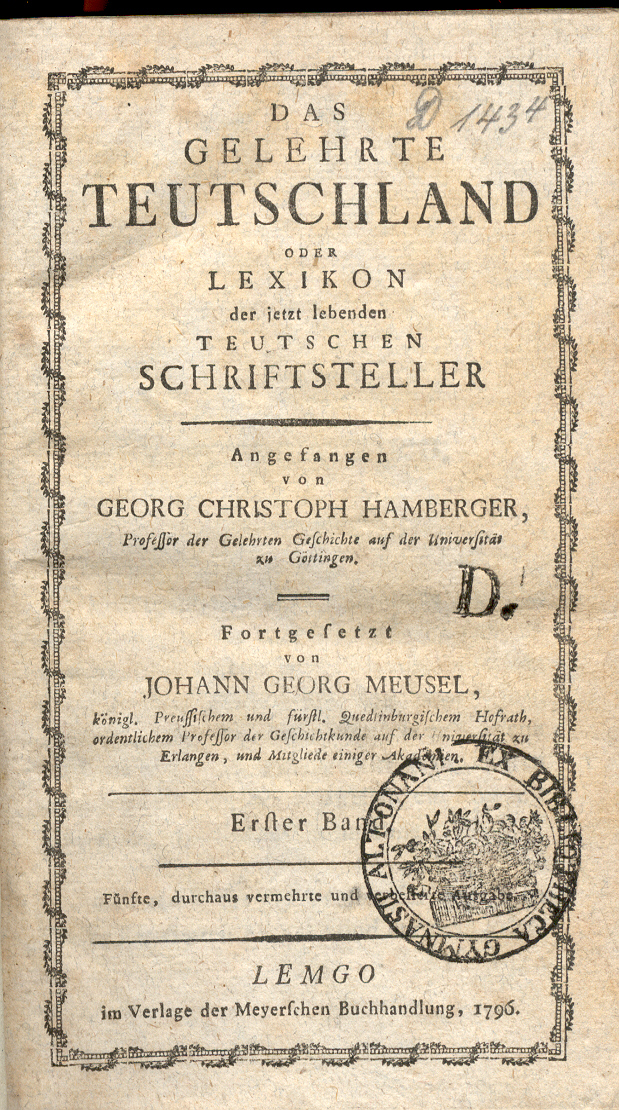
Das gelehrte Teutschland oder Lexikon der jetzt lebenden teutschen Schriftsteller, 5e édition, 1796

Jean Georges Meusel (en allemand Johann Georg Meusel), né le 17 mars 1743 à Eyrichshof, maintenant un quartier de Ebern en Franconie, et mort le 19 septembre 1820 à Erlangen, est un historien, lexicographe et bibliographe allemand.

## Biographie
Johann Georg Meusel est l'aîné des dix enfants de l'instituteur et cantor Johann Nikolaus Meusel. Il reçoit sa première formation par son père, est élève de la Rathsschule de Cobourg à partir de 1755 et, à partir de 1758 du renommé Casimirianum Coburg (de). Il termine sa scolarité avec distinction en 1764, avec l'intention d'étudier la théologie selon les souhaits de sa mère. Mais après un essai de sermon raté, il commence des études d'histoire et de philosophie à l'université de Göttingen. Il devient membre du séminaire philologique dirigé par Christian Gottlob Heyne, sous la présidence duquel il publie en 1766 sa première dissertation. Ses professeurs sont l'historien Johann Christoph Gatterer, le statisticien Gottfried Achenwall, le philologue Christian Gottlob Heyne et Georg Christoph Hamberger (de) qui s'intéresse à l'histoire des savants, ainsi que le philologue Christian Adolph Klotz qu'il suit à l'université de Halle. À Halle, il est promu magister et fait des cours sur les écrivains de l'antiquité et sur l’histoire des savants. En 1768, Meusel obtient une chaire de professeur titulaire d’histoire à l’université d’Erfurt, sur invitation d'Emeric-Joseph de Breidbach de Burrisheim, prince-électeur de Mayence. Il est nommé, la même année, Hofrat (conseillé aulique) de la principauté de Quedlinburg. En 1779, il obtient le même titre honorifique à la cour allemande de Brandebourg, et en 1792 à celle du roi de Prusse. Parmi ses collègues à Erfurt il y a Karl Friedrich Bahrdt et Christoph Martin Wieland avec qui il entretient une correspondance nourrie. En 1779, Meusel accepte un poste à l'Université d'Erlangen où il reste jusqu'à sa mort en 1820.
Meusel était membre de diverses sociétés savantes. En juillet 1794, il est élu membre d'honneur du Pegnesischer Blumenorden (P.Bl.O.), la seule société de littérature et linguistique allemande de la période baroque; cette société, créée en 1644, existe encore de nos jours. Lors de son jubilé de 50 années d'enseignement, Meusel est distingué par une nomination de conseiller aulique secret. Meusel meurt en 1820 à la suite de plusieurs AVC.

## Importance
Le lexique de Meusel des écrivains et savants allemands, Das gelehrte Teutschland, prolongé après sa mort, comporte en tout 43 volumes et est un précurseur du Deutscher Literatur-Kalender de Joseph Kürschner qui paraît à partir de 1879 à Berlin. Le mérite de Meusel est d'avoir incorporé la totalité des informations qui lui étaient accessibles : en plus des données biographiques et des activités des personnes, toutes les informations bibliographiques, des listes d'images, des œuvres secondaires ou anonymes. Le Hamberger/Meusel ou Meusel continue à être un ouvrage de référence unique pour le monde savant du XVIIIe siècle.

## Œuvres
Meusel participe, durant toute sa vie professionnelle, à l'édition de séries et de périodiques.
- Il édite, encouragé en cela par Klotz, les Betrachtungen über die neuesten historischen Schriften, dont le cinquième tome s'arrête en 1774 puis qui est continuée sous un autre nom jusqu'en 1787.
- De 1777 à 1779 , il est éditeur responsable des volumes 17 à 20 d'une série appelée Allgemeine Welthistorie et qui paraît à Erfurt.
- Il fonde le périodique Der Geschichtsforscher qui paraît de 1777 à 1779 , et qu'il continue à publier sous d'autres noms jusqu'en 1782.
- De 1779 à 1808, il édite pratiquement sans interruption divers périodiques sur l'analyse d'œuvres d'art.
- Il est aussi, de 1773 à 1779, collaborateur occasionnel au Der Teutsche Merkur (de) de Wieland, et depuis à la Allgemeine deutsche Bibliothek (de) de Christoph Friedrich Nicolai.

Les lexiques qui ont le plus contribué à la renommée de Meusel sont :
- Das gelehrte Teutschland oder Lexikon der jetzt lebenden teutschen Schriftsteller. Dictionnaire bibliographique de tous les auteurs vivants nés en Allemagne ou qui habitent ce pays, avec la liste exacte de tous ouvrages en quelque langue que ce soit. Meusel commence par un supplément à l’ouvrage publié par Hamberger sous le même titre. Les titres des livres s’y trouvent dans leur entier, tant de ceux qui ont paru séparément que de ceux qui sont insérés dans quelques-uns de ces recueils périodiques si multipliés en Allemagne; et chaque article commence par une courte notice sur l’auteur qu’il concerne. La troisième édition, en 1776-1778, est encore un ouvrage de Hamberger, mais à partir de 1796, l’œuvre en 16 volumes appartient entièrement à Meusel. L'ouvrage atteint, à la mort de Meusel en 1820, 23 volumes, et paraît en cinq éditions jusqu'en 1834. Le nombre total des auteurs vivants compris dans ce dictionnaire ou morts depuis l’impression du 1er volume est de 10648[3]. Éditions numérisés accessibles sur Wikisource.
- Lexikon der von 1750 bis 1800 gestorbenen teutschen Schriftsteller en 15 volumes, tous parus chez Gerhard Fleischer, Leipzig :

Vol. 1, A - B, 1802.
Vol. 2, C - D, 1803.
Vol. 3, E - F, 1804.
Vol. 4, G, 1804.
Vol. 5, H - Hizler, 1805.
Vol. 6, Ho - Ke, 1805.
Vol. 7, Kh - Ky, 1808.
Vol. 8, L - Maz, 1808.
Vol. 9, Me - My, 1809.
Vol. 10, N - Qu, 1810.
Vol. 11, R, 1811.
Vol. 12, Sa - Sc, 1812.
Vol. 13, Se - Sw, 1813.
Vol. 14, T - Well, 1815.
Vol. 15, Wels - Z, 1816.
- Teutsches Künstlerlexikon oder Verzeichniss der jetztlebenden teutschen Künstler: nebst einem Verzeichniss sehenswürdiger Bibliotheken, Kunst-, Münz- und Naturalienkabinette in Teutschland und in der Schweiz, (Dictionnaire des artistes allemands vivants) avec indication des bibliothèques, galeries, musées et cabinets de médailles, de curiosités, d’histoire naturelle d’Allemagne et de Suisse, Lego 1778-1789 2 volumes, le deuxième : Zweyter Theil, welcher Zusätze und Berichtigungen des ersten enthält, Meyersche Buchhandlung, Lemgo, 1789 contient des compléments et correctons. Une deuxième édition, revue et augmentée, paraît dix ans plus tard : Meyersche Buchhandlung, Lemgo : vol. 1, 1808, vol. 2, 1809.

## Autres œuvres (sélection)
- Die allgemeine Welthistorie durch eine Gesellschaft von Gelehrten in Teutschland und Engelland ausgefertigt. In einem vollständigen und pragmatischen Auszuge. Verfasset von Johann Georg Meusel. Volumes XVI-XX (1777–1779) numérisé sur Wikisourse.
- Bibliotheca historica, 11 volumes en 22 cahiers, Leipzig 1782-97, avec Burkhard Gotthelf Struve et Christian Gottlieb Buder, numérisé sur Wikisourse.
- Anleitung zur Kenntniß der Europäischen Staatengeschichte nach Gebauerscher Lehrart, Hahnsche Buchhandlung, Leipzig, 1816.
- Leitfaden zur Geschichte der Gelehrsamkeit. 1799
- Lehrbuch der Statistik, Hahnsche Buchhandlung, Leipzig, 1817.
- Litteratur-Zeitung, paru chez Walther, Erlangen.

Vol. 1, Jan./Juni 1799.
Vol. 2, Juli/Dez. 1799.
Vol. 3, Jan./Juni 1800.
Vol. 4, Juli/Dez. 1800.
Vol. 6, Juli/Dez. 1801.
Vol. 7, Jan./Juni 1802.
- Museum für Künstler und für Kunstliebhaber ou die Fortsetzung der Miscellaneen artistischen Inhalts, tous les volumes, appelés « Stücke » parus chez C.F. Schwan & G.E. Götz à Mannheim :

1. Stück, 1787.
2. Stück, 1788.
3. Stück, 1788.
4. Stück, 1788.
5. Stück, 1788.
6. Stück, 1788.
7. Stück, 1789.
8. Stück, 1789.
9. Stück, 1789.
10. Stück, 1790.
11. Stück, 1790.
12. Stück, 1790.
13. Stück, 1791.
14. Stück, 1791.
15. Stück, 1792.
16. Stück, 1792.
17. Stück, 1792.
18. Stück, 1792.
Les 18 cahiers sont réédités sous le nom Archiv für Künstler und Kunst-Freunde entre 1803 et 1809 (version numérisée).
- Der Geschichtforscher, paru chez Johann Jacob Gebauer, Halle :

1. Theil, 1775.
2. Theil, 1776.
3. Theil, 1776.
4. Theil, 1777.
5. Theil, 1777.
6. Theil, 1778.
7. Theil, 1779.
- Beyträge zur Erweiterung der Geschichtkunde, parus chez Conrad Heinrich Stage, Augsburg : 1. Theil, 1780 ; 2. Theil, 1782.
- Historische Untersuchungen, 1. Band, Johann Georg Lochner, Nürnberg, 1779.
- Ueber die Vereinigung der beyden evangelischen Religionspartheyen, J.J.Palm und Ernst Enke, Erlangen, 1818.

#### En allemand
- « Meusel (Johann Georg) », dans Allgemeine deutsche Real-Encyklopädie für die gebildeten Stände, vol. 7, Leipzig, Verlag F. A. Brockhaus, leipzig (lire en ligne), p. 335.
- (de) Elias von Steinmeyer (de), « Meusel, Johann Georg », dans Allgemeine Deutsche Biographie (ADB), vol. 21, Leipzig, Duncker & Humblot, 1885, p. 541-544
- (de) Hans-Otto Keunecke (de), « Meusel, Johann Georg », dans Neue Deutsche Biographie (NDB), vol. 17, Berlin, Duncker & Humblot, 1994, p. 274–275 (original numérisé).
- Hans-Otto Keunecke, « Johann Georg Meusel (1743–1820) », Fränkische Lebensbilder, vol. 17,‎ 1998, p. 111–128
- (de) Werner Raupp (de), « MEUSEL, Johann Georg », dans Biographisch-Bibliographisches Kirchenlexikon (BBKL), vol. 26, Nordhausen, 2006 (ISBN 3-88309-354-8, lire en ligne), colonnes 966-976
- Hans-Michael Körner (Hrsg.): Große Bayerische Biographische Enzyklopädie. De Gruyter Saur, Berlin/New York 2005, Reprint 2010, S. 1311
- Jutta Franke: Meusel, Johann Georg. In: Karl Bosl (Hrsg.): Bosls bayerische Biographie. Pustet, Regensburg 1983  (ISBN 3-7917-0792-2), S. 525

#### En anglais
- Werner Raupp, « Meusel, Johann Georg (1743–1820) », dans Heiner F. Klemme et Manfred Kuehn (éditeurs.), The Dictionary of Eighteenth-Century German Philosophers, vol. 2, London/New York, Oxford University Press, 2010 (DOI 10.1093/acref/9780199797097.001.0001), p. 807–809

#### En français
- « Jean-George Meusel », dans Louis-Gabriel Michaud, Biographie universelle ancienne et moderne : histoire par ordre alphabétique de la vie publique et privée de tous les hommes avec la collaboration de plus de 300 savants et littérateurs français ou étrangers, 2e édition, 1843-1865 [détail de l’édition] volume 28, col. 159-161 sur Gallica.
- « Meusel (Jean-Georges) », dans Ferdinand Hoefer (direction), Nouvelle biographie générale depuis les temps les plus reculés jusqu’à nos jours, t. 35, Paris, Firmin Didot Frères, 1856 (lire en ligne), col. 260-262
- « Meusel (Jean-Georges) », dans Pierre Larousse, Grand dictionnaire universel du XIXe siècle, t. 11, Paris (BNF 33995829, lire en ligne), p. 193